# 感応寺 (米子市)
感応寺（かんのうじ）は鳥取県米子市祇園町にある日蓮宗の寺院。山号は、常住山。旧本山は身延山久遠寺、奠師法縁。

## 歴史
慶長5年（1600年）米子城を築城した中村一忠が、親交のあった駿河感応寺（静岡市葵区）11世の円覚院日長招いて中村家の菩提寺として創建。日長は、勧請開山に日蓮の高弟（六老僧）の日向を、二祖（中興）に師の日朝を、自らを三世として、当時法華宗の大本山の一つであった身延山久遠寺の末寺とした。慶長14年（1609年）中村一忠が急逝すると、御影堂が建てられ殉死した二人の侍臣（服部若狭邦友、垂井勧解由延正）と共に感応寺に葬られた。日長の弟子日陽が、徳川家康と側室、養珠院の子である紀州徳川頼宣の外護により現在の和歌山市に感応寺を創建し、静岡市葵区、米子市、和歌山市の3つの常住山感応寺は、日本法華三感応寺と呼ばれる。

## 旧末寺
日蓮宗は昭和16年に本末を解体したため、現在では、旧本山、旧末寺と呼びならわしている。
- 日浄山吉祥寺（鳥取市細見）
- 龍感山浄蓮寺（米子市大崎）
- 妙覚山法輪寺（鳥取県東伯郡琴浦町八橋）
- 長隆山正法寺（鳥取県日野郡日野町黒坂）

## 参考資料
- 日蓮宗寺院大鑑編集委員会『宗祖第七百遠忌記念出版 日蓮宗寺院大鑑』 大本山池上本門寺 (1981年)